# Ratibořka
Ratibořka je levostranným přítokem Vsetínské Bečvy v okrese Vsetín ve Zlínském kraji. Délka toku činí 11,0 km. Plocha povodí měří 56,9 km².

## Průběh toku
Pramení v Hostýnských vrších na severním svahu vrchu Kamenitá (600 m n. m.), protéká údolím s obcemi Hošťálková a Ratiboř. Nad silničním mostem pod obcí Ratiboř u obce Jablůnka se vlévá do Vsetínské Bečvy. 

### Větší přítoky
- levé – Kateřinka
- pravé – Štěpková

## Vodní režim
Průměrný průtok Ratibořky u ústí činí 0,58 m³/s.